# استخوان بازو
استخوان بازو، یا هومروس (به انگلیسی: Humerus) در قسمت پروگزیمال با کتف  مفصل شده و مفصل شانه را می‌سازد. در قسمت انتها این استخوان با استخوان‌های زند زبرین و زند زیرین مفصل آرنج را می‌سازد.
استخوان بازو، استخوانی دراز است که دارای یک تنه و دو انتهای فوقانی (نزدینه، پروگزیمال) و تحتانی (دورینه، دیستال) است. این استخوان دارای تنه منشوری شکل بوده که دارای سه سطح داخلی، خارجی و خلفی و دارای سه کنار داخلی، خارجی و قدامی می‌باشد. سه سطح فوق، توسط سه کنار از هم مجزا می‌شوند. استخوان بازو با استخوان اسکاپولا تشکیل مفصل شانه و با استخوان‌های زند پایینی (اولنا) و زند بالایی (رادیوس) تشکیل مفصل آرنج را می‌دهد. انتهای فوقانی استخوان بازو شامل سر (که به صورت کروی است)، گردن آناتومیکی (که زیر سر قرار دارد)، تکمه‌های کوچک و بزرگ (زیر گردن آناتومیکی) و گردن جراحی (در قسمت تحتانی تکمه‌های کوچک و بزرگ و همچنین مرز بین انتهای فوقانی و تنه) می‌باشد. در سطح خارجی قسمت میانی تنه، یک برجستگی به نام توبروزیتی دالی (دلتوئید) قرار دارد. انتهای تحتانی استخوان بازو دارای اپی‌کوندیل‌های داخلی و خارجی جهت اتصال ماهیچه‌ها می‌باشد. انتهای تحتانی دارای یک سطح مفصلی (لقمه) است. این سطح مفصلی دارای دو قسمت داخلی و خارجی می‌باشد. قسمت داخلی که قرقره (تروکله‌آ) نام دارد، با بریدگی قرقره‌ای استخوان زند پایینی مفصل می‌شود. قسمت خارجی نیز سَرَک (کاپیتولوم) نامیده می‌شود که با سر استخوان زند زبرین مفصل می‌شود.

## نکات کالبدشناختی
استخوان بازو معادل استخوان ران (فمور) در اندام تحتانی می‌باشد. از ویژگی‌های منحصر بفرد استخوان بازو، داشتن دو گردن (جراحی و آناتومیکی) است. بلندترین و بزرگ‌ترین استخوان اندام فوقانی است. شکستگی گردن جراحی استخوان بازو شایع است، اما شکستگی گردن آناتومیکی زیاد شایع نیست. در شکستگی گردن جراحی، ممکن است عصب آگزیلاری آسیب ببیند و مفصل شانه دچار خشکی یا جمود شود.
نقطه ضعف دیگر استخوان، تنه می‌باشد که دچار شکستگی می‌شود. در این حالت ممکن است عصب رادیال که در داخل ناودان رادیال قرار دارد، آسیب ببیند. ناحیه سوپرا کوندیلار، نقطه ضعف دیگر استخوان می‌باشد. با توجه به اینکه عصب زند پایینی در قسمت خلفی اپی کوندیل داخلی قرار دارد، لذا شکستگی این ناحیه ممکن است که به عصب اولنار آسیب جدی وارد نماید (شکستگی سوپراکوندیلار یک شکستگی شایع در کودکان است که ممکن است سرخرگ بازویی نیز در این شکستگی پاره شود).
با توجه به اینکه ثلث میانی و فوقانی هومروس دارای تغذیه عروقی خوبی نیست، از این‌رو در صورت بروز شکستگی‌های گردن جراحی و تنه، احتمال جوش خوردن ضعیف (کم) می‌باشد. تکمه کوچک در سمت قدامی (جلویی) انتهای فوقانی و تکمه بزرگ در سمت خارجی انتهای فوقانی قرار دارد. ناودان بین تکمه‌ای (Bicipital)، تکمه کوچک را از بخش قدامی تکمه بزرگ جدا می‌کند و محتویات آن شامل سر دراز ماهیچه دوسر بازو و شاخه صعودی سرخرگ پیشین چرخشی بازو (سیرکومفلکس هومرال قدامی) می‌باشد. ناودان مارپیچ در قسمت خلفی تحتانی توبروزیتی دالی قرار دارد که جایگاه عصب زند زبرین است.
حفره زند زبرین در سطح قدامی انتهای تحتانی استخوان بازو و در بالای سرک قرار دارد که محل قرارگیری سر استخوان زند زبرین در هنگام فلکسیون آرنج می‌باشد. حفره کورونوئید (Coronoid fossa) در سطح قدامی انتهای تحتانی استخوان بازو و در بالای قرقره قرار داشته که محل قرارگیری زائده تاجی (کورونوئید) استخوان زند زیرین در هنگام فلکسیون آرنج می‌باشد. حفره سرآرنج (اوله‌کرانون) در سطح خلفی انتهای تحتانی استخوان بازو قرار داشته که محل قرارگیری سرآرنج استخوان زند زیرین در هنگام اکستنسیون آرنج می‌باشد. دررفتگی مفصل شانه، اغلب با شکستگی تکمه بزرگ استخوان بازو همراه است. ۱۵) درمان شکستگی سوپراکوندیلار، گچ گرفتن به مدت ۳ هفته می‌باشد. استخوان بازو دارای یک مرکز اولیه و هفت مرکز ثانویه استخوان‌سازی است.

## بخش‌ها
استخوان بازو درازترین استخوان اندام فوقانی است که در بالا با استخوان کتف و در پائین با استخوان های ساعد مفصل می‌شود، دارای دو انتهای فوقانی و تحتانی و یک تنه است، انتهای فوقانی آن شامل قسمت‌های زیر است:
1. سر: کمتر از ثلث یک کره است که با گودی کاسه‌ای کتف در تشکیل مفصل شانه شرکت می‌کند.
2. گردن تشریحی: به‌صورت شیاری است که دور تا دور سر را احاطه کرده است.
3. گردن جراحی: قسمتی از استخوان است که سر را به تنه اتصال می‌دهد و با عصب زیربغلی مجاورت دارد.
4. برجستگی (tubrosity) بزرگ: محل اتصال انتهای ماهیچه‌های بالاخاری، زیرخاری و گرد کوچک است.
5. برجستگی کوچک: پیوندگاه انتهای ماهیچه زیرکتفی است.

این دو برجستگی محل اتصال عضلات هستند، بین آنها ناودان (groove) بین دو برجستگی قرار دارد که از درون آن زردپی سر دراز ماهیچه دوسر بازویی عبور می‌کند.
انتهای تحتانی استخوان از یک قسمت مرکزی به نام لقمه (کندیل) و دو قسمت طرفی به نام‌های رولقمه (اپی‌کوندیل) داخلی و رولقمه خارجی تشکیل شده‌است، رولقمه‌ها محل اتصال عضلات سطحی ساعد هستند. لقمه دارای یک قسمت خارجی به نام سرک (کاپیتولوم) و یک قسمت داخلی به نام قرقره (تروکله) می‌باشد، سرک با استخوان زند زبرین و قرقره با استخوان زند زیرین مفصل می‌شود.
تنه استخوان دارای سه سطح داخلی، خارجی و خلفی و سه کناره قدامی، داخلی و خارجی است سطح خارجی در قسمت میانی دارای یک زبری برای پیوند یافتن ماهیچه دالی (دلتوئید) است، در عقب توبروزیته دالی در سطح خلفی ناودان کم‌عمقی قرار دارد که از آن عصب رادیال عبور می‌کند. این ناودان در سطح خلفی واقع است.